# Praça da Figueira
Die Praça da Figueira [ˈpɾasɐ dɐ fiˈɡɐi̯ɾɐ] (dt. Platz des Feigenbaums) ist ein großer Platz in der Innenstadt von Lissabon. Die Praça da Figueira gehört neben der Praça do Comércio und dem Rossio zu den drei wichtigsten Plätzen innerhalb der Baixa Pombalina, das aufgrund des Erdbebens von 1755 neugebauten Bereichs.
Bis zum 16. Jahrhundert existierte der Platz nicht, auf dem größten Teil der Fläche stand das Hospital Real de Todos os Santos (Königliches Allerheiligen Spital), das größte seiner Art in der portugiesischen Hauptstadt. Nach dem verheerenden Erdbeben von 1755 war das Krankenhaus stark zerstört, sodass die Lissabonner Stadtregierung dessen Abriss beschloss. 

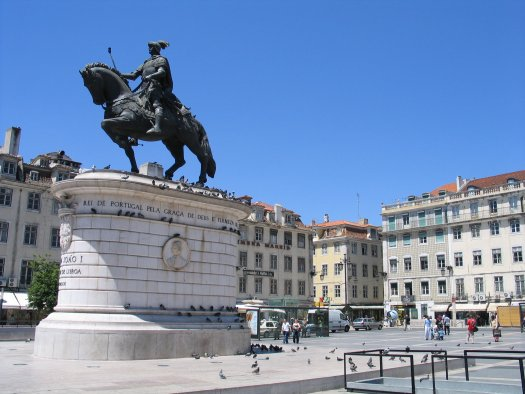
Reiterstatue João I. auf dem Platz

In den darauffolgenden Jahren entstand eine große Freifläche, die vor allem die wöchentlichen Märkte nutzten. Etwa 1885 wurde auf der Fläche des Platzes eine große, überdachte Markthalle mit einem Ausmaß von etwa 8000 m² erbaut. Die Halle bestand bis 1949, darauf wurde sie abgerissen, sodass der heute bekannte Platz entstand.
1971 würdigte die Stadtregierung João I. von Portugal mit einer Bronzestatue, entworfen von Leopoldo de Almeida. Seitlich an der Statue sind zwei Medaillons angebracht, die sowohl Nuno Álvares Pereira als auch João das Regras zeigen, beide verhalfen João I. zur Macht, der wiederum gemeinhin als „Verteidiger des Vaterlandes“ gilt, da er in der Revolution von 1383 die pro-kastilische Interimsherrscherin Leonore Teles de Menezes stürzte. 
Während der letzten Sanierung des Platzes in den Jahren 1999/2000, wurde die Statue von der Mitte des Platzes in die südwestliche Ecke verschoben, um sie auch von der Praça do Comércio sichtbar zu machen. Der Platz an sich ist sehr homogen, umgeben von mehreren vierstöckigen Gebäuden mit vielen Hotels, Cafés und Geschäften. Die Praça da Figueira ist auch ein wichtiger Verkehrsknotenpunkt zwischen der Straßenbahn (Ringlinie 12E und Linie 15E nach Belém), der Metro (U-Bahnhof Rossio) und zahlreichen Buslinien.